# Lymantria kosemponis
Lymantria kosemponis este o specie de molii din genul Lymantria, familia Lymantriidae, descrisă de Embrik Strand 1914 Conform Catalogue of Life specia Lymantria kosemponis nu are subspecii cunoscute.